# Quadern italià

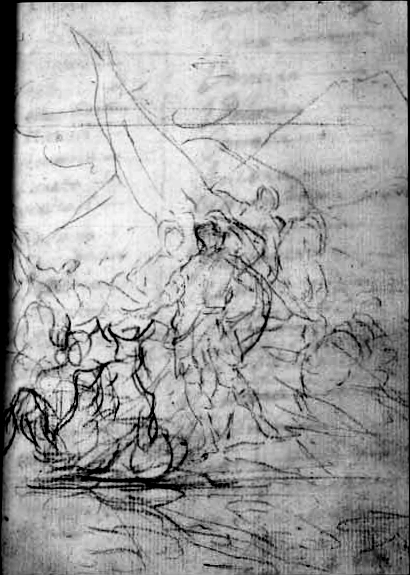
Apunt preparatori de quadre Anníbal vencedor contempla per primera vegada Itàlia des dels Alps que es troba al Quadern italià.

El Quadern italià és un quadern de dibuixos originals i textos autògrafs de Francisco de Goya realitzat durant el seu viatge a Itàlia el 1770, compost per 83 fulls de paper verjurat blanc. L'artista el va comprar per al seu ús en el transcurs de recorregut per aquest país i va ser fabricat a la localitat italiana de Fabriano.
Recull més d'obres de creació, estudis de dibuix, representacions de monuments arquitectònics i còpies d'obres pictòriques que va contemplar en la seva estada italiana, que va suposar una fita en el seu aprenentatge. Va dibuixar mitjançant les tècniques del llapis, la sanguina i la tinta.
Un estil acadèmic caracteritza aquests dibuixos. Al full 64v i la 65r hi ha els esbossos inicials de la Mare de Déu del Pilar i Mort de Sant Francesc Xavier, dos quadres religiosos avui localitzats al Museu de Saragossa. Molt importants són, a més, els estudis i esbossos que va fer per al quadre Anníbal vencedor contempla per primera vegada Itàlia des dels Alps, amb el qual es va presentar a un concurs convocat per l'Acadèmia de Belles Arts de Parma el 1770, en el qual va guanyar el segon premi. El quadre va estar perdut durant dos-cents anys i va ser trobat recentment.
Els textos, alguns sobreescrits més tard, recullen notícies familiars, com la del seu casament o el naixement dels seus fills. L'octubre de 1993 el Quadern italià va ser adquirit pel Museu del Prado de Madrid.